# Comuna Novopetrivka, Velîka Mîhailivka
Novopetrivka (în ucraineană Новопетрівка) este o comună în raionul Velîka Mîhailivka, regiunea Odesa, Ucraina, formată din satele Novopetrivka (reședința) și Vakarske.

## Demografie
Componența lingvistică a comunei Novopetrivka
     Ucraineană (94,89%)
     Rusă (3,66%)
     Română (1,03%)
     Alte limbi (0,23%)
Conform recensământului din 2001, majoritatea populației comunei Novopetrivka era vorbitoare de ucraineană (94,89%), existând în minoritate și vorbitori de rusă (3,66%) și română (1,03%).